# Brzesko (plaats)
Brzesko is een stad in het Poolse woiwodschap Klein-Polen, gelegen in de powiat Brzeski. De oppervlakte bedraagt 11,73 km², het inwonertal 16.828 (2008). Het is tevens de zetel van de gemeente Brzesko

## Verkeer en vervoer
- Station Brzesko

## Sport
- Okocimski KS Brzesko